# Cliffortia monophylla
Cliffortia monophylla är en rosväxtart som beskrevs av August Henning Weimarck. Cliffortia monophylla ingår i släktet Cliffortia och familjen rosväxter. Inga underarter finns listade i Catalogue of Life.